# Kuşcenneti-Nationalpark
Koordinaten: 40° 15′ 0″ N, 28° 2′ 6″ O

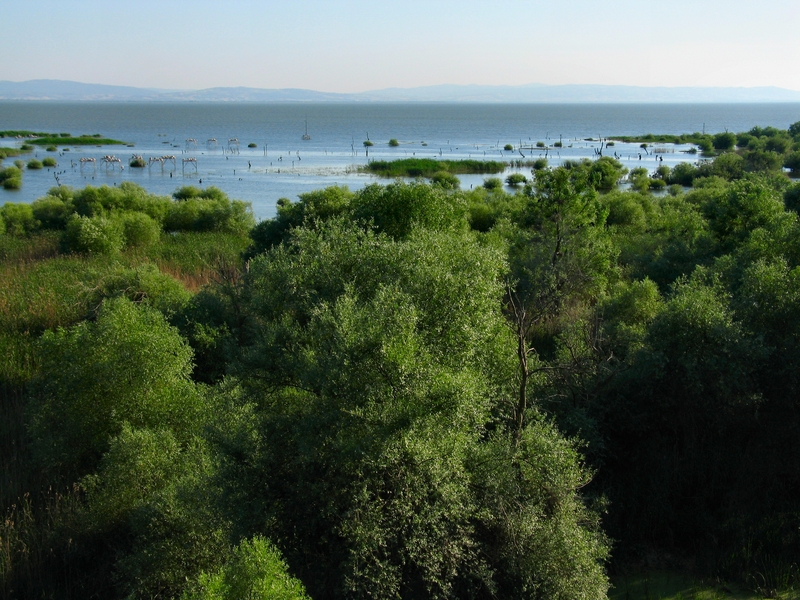
Vogelparadies Kuşcenneti

Der Kuşcenneti-Nationalpark (deutsch „Vogelparadies“, türkisch Kuşcenneti Millî Parkı) ist ein türkischer Nationalpark.
Er liegt 20 km südwestlich von Bandırma und 50 km nördlich von Balıkesir. Das Naturschutzgebiet liegt am Manyas-See und umfasst eine Fläche von etwa 64 ha. Im Jahre 1938 erforschte der deutsche Professor Curt Kosswig, ein Zoologe und Wasserwirtschaftler der Universität Istanbul, das Gebiet. Im Sommer bevölkern 3 Millionen Vögel 239 verschiedener Arten, beispielsweise Pelikane, Wildenten, Störche, Kormorane, Nachtigallen und Fasane, den Park. Für die zahlreichen Vogelarten herrschen dort ideale Bedingungen für den Nestbau, da sich der Wasserspiegel des Manyas-Sees stetig ändert. Diese Vogelvielfalt ist von besonderer internationaler Bedeutung für die Ornithologie, weshalb der Park das Europazertifikat der Klasse A erhielt. Für die Besucher des Parks gibt es zur Information ein Museum und einen Beobachtungsturm.